# Salta!
Salta! es una canción de la banda española Tequila.

## Descripción
Tema principal del cuarto y último álbum de estudio de la banda, Confidencial. Se trata de una canción de rock, dinámica y desenfada, que ha pasado a considerarse no solo una de las mejores composiciones de Tequila, sino una de las canciones más importantes del pop-rock español de la década de 1980 e incluso clásico imperecedero del género.
El tema ha sido clasificado por la revista Rolling Stone en el número 186 de las 200 mejores canciones del pop rock en español, según el ranking publicado en 2010.
Ha alcanzado en dos ocasiones el número uno en la lista de Los 40 Principales. El 14 de noviembre de 1981 la versión de Tequila y el 8 de febrero de 1997 la de Seguridad Social.

## Versiones
La banda Seguridad Social fue la encargada de cantar Salta en el disco homenaje Mucho Tequila, de 1997.
Ana Morgade la interpreta en 2015 en el Talent Show de Antena 3 Tu cara me suena y por Toni Cantó en 2020 en Mask Singer.

## En la cultura popular
La canción es interpretada por los protagonistas de la película El otro lado de la cama (2002), de Emilio Martínez-Lázaro.